# غاملا أوليفي
غاملا أوليفي ( التلفظ السويدي: ‎[ˈɡâmːla ˈɵ̂lːɛˌviː]‏ ) هو ملعب كرة قدم في جوتنبرج في السويد، تم افتتاحه في 5 أبريل 2009. وهو الملعب الرئيسي لـ غايس غوتنبرغ ونادي غوتبورغ و نادي أورغريته. وهو أيضًا الملعب لمنتخب السويد لكرة القدم السيدات. تم بناء هذا الملعب الجديد على أرض الملعب القديم الذي تم هدمه.
كانت المباراة الأولى في الملعب في 5 أبريل 2009 كان ديربي بين Örgryte IS وGAIS، وحضر الديربي 17,531 مُتفرجًا.

## روابط خارجية
- Higabgruppen - "Fotbollsarenan" باللغة السويدية
- Higabgruppen - كاميرا ويب في موقع البناء